# Józef Krawczyk
Józef Krawczyk (ur. 22 października 1950 w Oświęcimiu, zm. 23 września 2022 tamże) – polski samorządowiec, w latach 1997–2002 prezydent Oświęcimia.

## Życiorys
Ukończył studia na Politechnice Krakowskiej, a w 2002 także studia podyplomowe w zakresie zarządzania terytorialnego na Akademii Ekonomicznej w Krakowie. Pracował m.in. jako specjalista w Firmie Chemicznej Dwory.
W 1997 rada miasta w Oświęcimiu powołała go na urząd prezydenta miasta, stanowisko to zajmował przez pięć lat. Należał w tym okresie do Unii Wolności (z jej listy kandydował także w wyborach parlamentarnych w 2001 do Sejmu).
W wyborach samorządowych w 2002 bez powodzenia ubiegał się o reelekcję, odpadając w pierwszej turze. Utrzymał jednocześnie mandat radnego miasta. Przystąpił następnie do Platformy Obywatelskiej. Z jej ramienia startował bezskutecznie w następnych wyborach w 2006 na urząd prezydenta miasta. Został w tych wyborach wybrany do rady powiatu oświęcimskiego, następnie powołany na funkcję wicestarosty. W 2010 ponownie uzyskał mandat radnego. W grudniu 2010 został wybrany na stanowisko starosty oświęcimskiego, które zajmował do końca IV kadencji samorządu powiatowego w 2014.
Pochowany na cmentarzu komunalnym w Oświęcimiu.